# Стів Вокер
Стів Во́кер (англ. Steve Walker; 12 січня 1973, Колінгвуд, Онтаріо) — колишній професійний канадський хокеїст, нападник, згодом тренер.

## Ігрова кар'єра
У 1990 році Стів Вокер дебютує в Хокейній лізі Онтаріо у клубі «Оуен-Саунд Аттак». У своєму першому сезоні він зіграв 16 матчів, закинув одну шайбу та зробив п'ять результативних передач. Влітку 1993 року він перейшов в «Уїлінг Тандербердс» з Хокейної ліги Східного узбережжя, правда в основному складі клубу Вокер провів лише дев'ять матчів, у яких закинув лише одну шайбу. В сезоні 1994/95 перейшов до клубу «Маскігон Лемберджекс» (Колоніальна хокейна ліга), це для Стіва стало проривом, він став одним з найкращих бомбардирів ліги. За два сезони в «Маскігон Лемберджекс» Вокер провів 163 матчі та набрав 168 очок (72 + 96).
У 1996 році Стів встиг зіграти 16 матчів за «Флінт Дженералс» (КХЛ), набрав 29 очок (13 + 16). Потім відгукнувся на пропозицію «Рочестер Американс» з Американської хокейної ліги, але провівши три матчі залишив клуб.
З 1996 року по 2000 рік виступає за «Детройт Вайперс» в Міжнародній хокейній лізі (англ. International Hockey League/IHL). З «гадюками» Вокер повернув собі звання найкращого бомбардира, а також виграв з командою в сезоні 1996/97 Кубок Тернера, ІХЛ.
У Стіва було мало шансів повернутись в клуби Національної хокейної ліги або Американської хокейної ліги, тому влітку 2000 року він змушений переїхати до Європи, де підписує конракт з клубом «Айсберен Берлін», який виступав в Німецький хокейній лізі. Берлінський клуб в той час був на межі фінансового краху і перебував в нижній частині таблиці, але йому вдалося в наступні роки перетворитись на серйозну силу в німецькому хокеї.
У своєму першому сезоні Стів разом з «білими ведмедями» пропускає плей-оф, але вже в сезоні 2001/02 виходять в чвертьфінал, де зазнають поразки в серії від «Адлер Мангейм» 1:3 (3:2 ОТ, 2:3, 3:4 Б, 1:3). Після півфіналу в 2003 році, де програли майбутнім чемпіонам Німеччини «Крефельду» та поразки в фіналі 2004 року він стає чемпіоном зі столичним клубом в 2005 році, це була перша золота медаль чемпіонату Німеччини в кар'єрі. Вокер закинув шість шайб в матчах плей-оф.

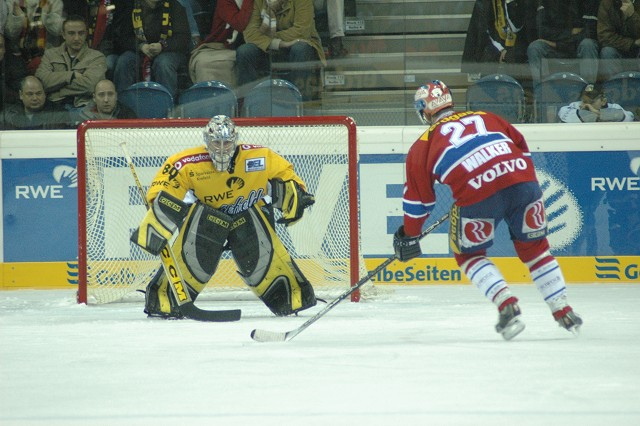
Вокер атакує ворота Роберта Мюллера

6 лютого 2005 Стів обраний вболівальниками та журналістами до збірної-іноземців матчу усіх зірок Німецької хокейної ліги, яка відбулася на арені Гамбурга. Вокер закинув дві шайби. За цим були ще дві номінації в 2008 та 2009 роках. Наприкінці сезону 2005/06 захистили титул чемпіонів Німеччини, у фіналі, його клуб здолав Дюссельдорф ЕГ, а також став найкращим бомбардиром Кубка Шпенглера 2005 року разом з одноклубником Марком Бефо, набрали по 7 очок (2 + 5).
Влітку 2006 року він призначений капітаном команди головним тренером П'єром Пейджем. Сезон 2006/07 був менш успішним, команда не потрапила до плей-оф, посів 9-те місце. Наступний сезон став найкращим у кар'єрі, «Айсберен» посів друге місце після регулярного чемпіонату, сам Стів також посів другу сходинку в змаганні бомбардирів (85 очок, 27 + 58) після основного раунду, пропустивши вперед з 87 очками Роберта Хока.
У плей-оф, він зі своїм клубом втретє за останні чотири роки потрапив до фіналу (грали проти «Кельнер Гайє»), в якому здобули три перемоги і один раз зазнали поразки, здобувши третє золото чемпіонату Німеччини в історії клубу. Стів також здобув нагороду найціннішого гравця плей-оф. На додаток до цього була перемога у фіналі Кубка Німеччини над «Франкфурт Лайонс» з рахунком 3:2.
У 2009 році захистив чемпіонський титул. Вокер у цьому сезоні виступив в Хокейній лізі чемпіонів, де на груповому турнірі його клуб поступився російському «Металургу», провів три з чотирьох матчів.
Після сезону 2009/10, він вирішив закінчити свою кар'єру, пославшись на розлуку з родиною, яка живе в Канаді та травми, що дошкуляють грати. Повернення назад до команди в поточному сезоні втім залишається відкритим.
Стів Вокер 20 листопада 2010 року знову в складі «Айсберен Берлін», підписавши контракт до кінця сезону. Вокер бере участь у 25 матчах регулярного чемпіонату (маючи баланс очок +/- за гру −1) та набрав 23 очка, в плей-оф 12 матчів та 8 очок. Зрештою цей сезон стає останнім в його довгій спортивній кар'єрі, що було виправдано часом і віком.

## Тренерська робота
З 5 серпня 2015 року асистент головного тренера клубу Адлер Мангайм. Після завершення контракту з німецьким клубом підписав угоду з австрійською командою Клагенфурт, де працював на посаді головного тренера.